# Silvester Sabolčki
Silvester Sabolčki (12. november 1979 - 30. maj 2003) var en kroatisk fodboldspiller (midtbane). 
Sabolčki startede sin karriere hos NK Varaždin i sin fødeby, hvor han tilbragte fem sæsoner. I denne periode nåede han også at spille to kampe for Kroatiens landshold.
I 2003 skiftede Sabolčki til hovedstadsstorklubben Dinamo Zagreb, men døde i en trafikulykke inden han nåede at debutere for klubben.